# Semión Moguilévich
Semión Mogilévich (en ucraniano: Семе́н Ю́дкович Могиле́вич, tr: Semen Yudkovych Mohylevych, [sɛmɛn judkɔwɪt͡ʃ mɔɦɪlɛwɪt͡ʃ], nacido el 30 de junio de 1946) es un jefe del crimen organizado, de origen ucraniano y de religión judía, considerado por las agencias de la Unión Europea (Europol) y los Estados Unidos (FBI) como el "jefe de jefes" de la mayoría de los sindicatos mafiosos rusos en el mundo. Se cree que dirige un imperio criminal vasto y es descrito por el FBI como "el mafioso más peligroso del mundo".
Los apodos de Moguilévich incluyen "Don Semión" y "El Don listo" (debido a su visión para los negocios). Se dice que controla RosUkrEnergo, una empresa activamente involucrada en las disputas de gas entre Rusia y Ucrania.
Tiene su base en Moscú y tiene tres hijos. Está estrechamente relacionado con el grupo de crimen denominado Solntsevskaya Bratva. Las figuras políticas con las que tiene estrechas alianzas incluyen a Yury Luzhkov, el exalcalde de Moscú, Dmytró Fírtash y Leonid Derkach, exjefe del Servicio de Seguridad de Ucrania. Oleksandr Turchýnov, ex primer ministro de Ucrania, fue a la corte por la presunta destrucción de los archivos relacionados con Moguilévich. Se cree que Moguilévich pudo haber ordenado muchos asesinatos de sus enemigos por todo el mundo, incluyendo tanto los tiroteos y los coche-bombas.

## Biografía
Moguilévich nació en 1946 en el barrio de Podil en Kiev en una familia judía.
En 1968, a la edad de 22 años, Moguilévich obtuvo una licenciatura en economía de la Universidad de Lviv.
A principios de la década de 1970, Moguilévich pasó a formar parte del grupo de crimen Lyuberétskaya en Moscú y estuvo involucrado en hurto y fraude. Cumplió dos penas (3 y 4 años) por el delito de tráfico de dinero.
Durante la década de 1980, decenas de miles de judíos de Ucrania y Rusia fueron emigrando a Israel en poco tiempo y sin la capacidad de transferir rápidamente sus posesiones. Moguilévich se ofrecería a vender la propiedad - sus muebles, el arte y los diamantes - en nombre de los potenciales emigrantes, con la promesa de enviar el dinero a Israel. El dinero fue, en cambio, utilizado para invertir en el mercado negro y las actividades delictivas. En 1990, ya un millonario, Moguilévich se trasladó a Israel, junto con varios tenientes superiores. Aquí invierte en una amplia gama de negocios legales, sin dejar de operar una red en todo el mundo de la prostitución, armas y contrabando de drogas a través de una compleja red de empresas extranjeras.
En 1991 Moguilévich se casó con su novia húngara Katalin Papp, se trasladó a Hungría, y tuvo tres hijos con ella, obtuvo un pasaporte de Hungría, en este momento, Moguilévich celebró la ciudadanía ucraniana, rusa, israelí y húngara. Vivía en una villa fortificada en las afueras de Budapest, siguió invirtiendo en una amplia gama de empresas, incluyendo la compra de una fábrica de armamento local «Ejército Co-Op», que producía cañones antiaéreos.
En 1994, el grupo obtuvo el control sobre Mogilevich Inkombank, uno de los mayores bancos privados de Rusia, en un acuerdo secreto con el presidente del banco Vladímir Vinográdov, tener acceso directo al sistema financiero mundial. El banco se derrumbó en 1998 bajo sospechas de lavado de dinero.  A través de Inkombank, en 1996 obtuvo una cuota significativa de Sukhoi, un gran fabricante de aviones militares.[cita requerida]
En mayo de 1995, una reunión en Praga entre Moguilévich y Serguéi Mijáilov, jefe del grupo de Sólntsevo, fue interrumpida por la policía checa. Se trataba de una fiesta de cumpleaños para uno de los mafiosos adjuntos de Sólntsevo. Doscientos asistentes a la fiesta (incluyendo decenas de prostitutas) en el restaurante «U Holubů» (propiedad de Moguilévich) fueron detenidos y treinta expulsados del país.  La policía había sido avisada de que el grupo Sólntsevo pretendía ejecutar a Moguilévich en la fiesta, por el pago en disputa de $5 millones. Pero Moguilévich nunca apareció y se cree que un alto funcionario de la policía checa, en colaboración con la mafia rusa, le había advertido.  Pronto, sin embargo, el Ministerio del Interior checo le impuso una prohibición de entrada de 10 años a Moguilévich, mientras que el Gobierno de Hungría lo declaró persona no grata y los británicos le cerraron la entrada en el Reino Unido, declarándolo «uno de los hombres más peligrosos del mundo». 
Tanto Moguilévich y su socio Mijáilov dejaron de viajar hacia Occidente a finales de 1990, aunque Moguilévich conserva un pasaporte israelí.  En 1997 y 1998, la presencia de Moguilévich, Mijáilov y otros asociados a la mafia rusa detrás de una empresa pública que cotiza en la Bolsa de Valores de Toronto (TSX) llamada YBM Magnex International Inc., fue expuesto por los periodistas canadienses. El 13 de mayo de 1998, decenas de agentes del FBI y otras agencias del gobierno de Estados Unidos allanaron la sede de YBM en Newtown, Pensilvania. Las acciones de la empresa pública, que habían sido valoradas en $1 mil millones en la TSX, perdieron su valor durante la noche.  En cuanto a Moguilévich, las fuerzas de seguridad de gobiernos de todo el mundo habían tratado de procesarlo por más de 10 años. Pero tenía, en palabras de un periodista, «el don de no estar en el lugar equivocado en el momento equivocado». 

### Lavado de dinero y evasión de impuestos
Hasta 1998, Inkombank y el Banco Menatep participaron en un plan de blanqueo de dinero de 10 mil millones de dólares a través del Banco de Nueva York. 
Moguilévich era sospechoso de participar en un fraude fiscal a gran escala, en el que el aceite de calefacción no gravado se vendía como combustible para automóviles con altos impuestos, uno de los mayores escándalos que estalló alrededor de 1990-1991.
Se estima que hasta un tercio de los combustibles vendidos fue a través de este sistema, lo que resultó en pérdidas masivas de impuestos para los países de Europa central (República Checa, Hungría, Eslovaquia y Polonia).  Por ejemplo, en la República Checa se estima que el escándalo llegó a costar a los contribuyentes unos 100 millones de coronas (5 bll. dólares estadounidenses).
En 2003 el FBI puso a Moguilévich en la "Lista de personas buscadas», por participar en el plan para estafar a los inversores de la empresa canadiense YBM Magnex International Inc. Frustrados por sus infructuosos esfuerzos anteriores de acusarlo de tráfico de armas y prostitución, ahora habían decidido que los cargos de fraude a gran escala eran su mejor esperanza de apresarlo. Sin embargo, él considera que es el más poderoso mafioso ruso vivo. 
En una entrevista de 2006, el exjefe de la administración de Clinton contra el crimen organizado Jon Winer dijo: "Puedo decirles que Semión Mogilevich es el criminal organizado más serio que he encontrado y estoy seguro de que es responsable de los asesinatos por encargo".
Moguilévich fue arrestado en Moscú el 24 de enero de 2008, por sospecha de evasión de impuestos.  Su fianza fue colocada, y fue puesto en libertad el 24 de julio de 2009. Tras su liberación, el Ministerio del Interior de Rusia dijo que fue puesto en libertad debido a que los cargos en su contra «no son de naturaleza particularmente graves». 
El 22 de octubre de 2009 fue nombrado por el FBI, como el fugitivo número 494 en la lista de los 10 más buscados, pero en diciembre del 2015 fue eliminado de dicha lista. A pesar de las órdenes de detención emitidas contra él, sigue viviendo libremente en Moscú, según el FBI.